# Papas Stéfanos
Papas Stéfanos, (Rodes, Grécia, 18 de dezembro de 1948) é um artista plástico grego naturalizado brasileiro. Desde os 4 anos apaixonou-se pela arte, chegando ao Brasil em 1956, percorreu várias regiões do país.
Chegou em Goiânia em 1973 e logo após mudou-se para Goianira, cidade que lhe inspirou para a criação de várias obras regionais. Transmitindo o lirismo para as suas telas que captam as luzes das festas populares e de paisagens.
Papas Stefanos autoditada, possui notável currículo de exposições, em vários países. Algumas de suas exposições: STUDIO ART CALLERI - FLORIDA- EUA, SALÃO NOBRE IV CENTENÁRIO - IBIRATUERA - SÃO PAULO, GALERIA BORGHESE - GAVIA - RIO DE JANEIRO, SALÃO DA EMBAIXADA DA GRÉCIA - BRASILIA - DF, SALON DU JAPON - JAPÃO.